# Ismael Martínez Biurrun
Ismael Martínez Biurrun (Pamplona, 1972) es un escritor español, cuya producción ha sido encuadrada en géneros como el thriller, la literatura fantástica y de terror.

## Biografía y obra
Licenciado en Ciencias de la Información por la Universidad de Navarra, especializado en la escritura y desarrollo de guiones audiovisuales, trabaja también como profesor de escritura creativa. Ha publicado ocho novelas y participado en diversas antologías de relatos. Su obra combina la fantasía oscura con la intriga, la ciencia ficción, la ambientación histórica y el verismo.

## Novelas
- Infierno Nevado (2006).[1]
- Rojo alma, negro sombra (2008).[2][3]
- Mujer abrazada a un cuervo (2010).[4][5]
- El escondite de Grisha (2011).[6]
- Un minuto antes de la oscuridad (2014).
- Invasiones (2017).
- Sigilo (2019).
- Solo los vivos perdonan (2022).
- Duración de un fantasma (2024).

## Premios
- 2010 - Finalista Premio de Novela Emilio Alarcos[7]
- 2009 - Finalista Premio Ignotus
- 2009 - Ganador Premio Nocte
- 2009 - Ganador Premio Celsius
- 2011 - Ganador Premio Celsius[8]
- 2020 - Finalista Premio Kelvin 505
- 2023 - Premio Kelvin 505[9]

## Participación en libros colectivos
- Aquelarre. Antología del cuento de terror español actual. Cuentos de Alfredo Álamo, Matías Candeira, Santiago Eximeno, Cristina Fernández Cubas, David Jasso, José María Latorre, Alberto López Aroca, Lorenzo Luengo, Ángel Olgoso, Félix Palma, Pilar Pedraza, Juan José Plans, Miguel Puente, Marc R. Soto, Norberto Luis Romero, Care Santos, José Carlos Somoza, José María Tamparillas, David Torres, José Miguel Vilar-Bou y Marian Womack. Salto de Página, 2010.
- Bleak House Inn. Diez huéspedes en casa de Dickens. Cuentos de Pilar Adón, Elia Barceló, Oscar Esquivias, Marc Gual, César Mallorquí, Ismael Martínez Biurrun, Elena Medel, Francesc Miralles, Daniel Sánchez Pardos y Marian Womack. Edición y epílogo de Care Santos. Madrid: Fábulas de Albión, 2012